# Tape Carrier Package
Das Tape Carrier Package (TCP) ist eine Methode, um einen integrierten elektronischen Schaltkreis (IC) in ein Chipgehäuse zu verpacken.
Auf ein Filmmaterial (Tape) werden elektrische Leiterbahnen in Form von Kupfer aufgetragen (genauer: aufkaschiert). Der nackte Schaltkreis (auch Die genannt) wird in der Mitte der Folie in ein ausgestanztes Loch platziert und seine elektrischen Anschlusspunkte (Bumps) mit den Leiterbahnen aus Kupfer verbunden. Das Herstellen dieser elektrischen Verbindung nennt man Bonden. Für den Weitertransport bei der automatischen Montage ist der Film an den Rändern perforiert.
Ursprünglich wurde die Tape Carrier Package für LCD-Treiber entwickelt. Gute Temperatureigenschaften und eine sehr geringe Bauhöhe sind die Vorteile der TCP.

Intel Pentium 120 als TCP-Version
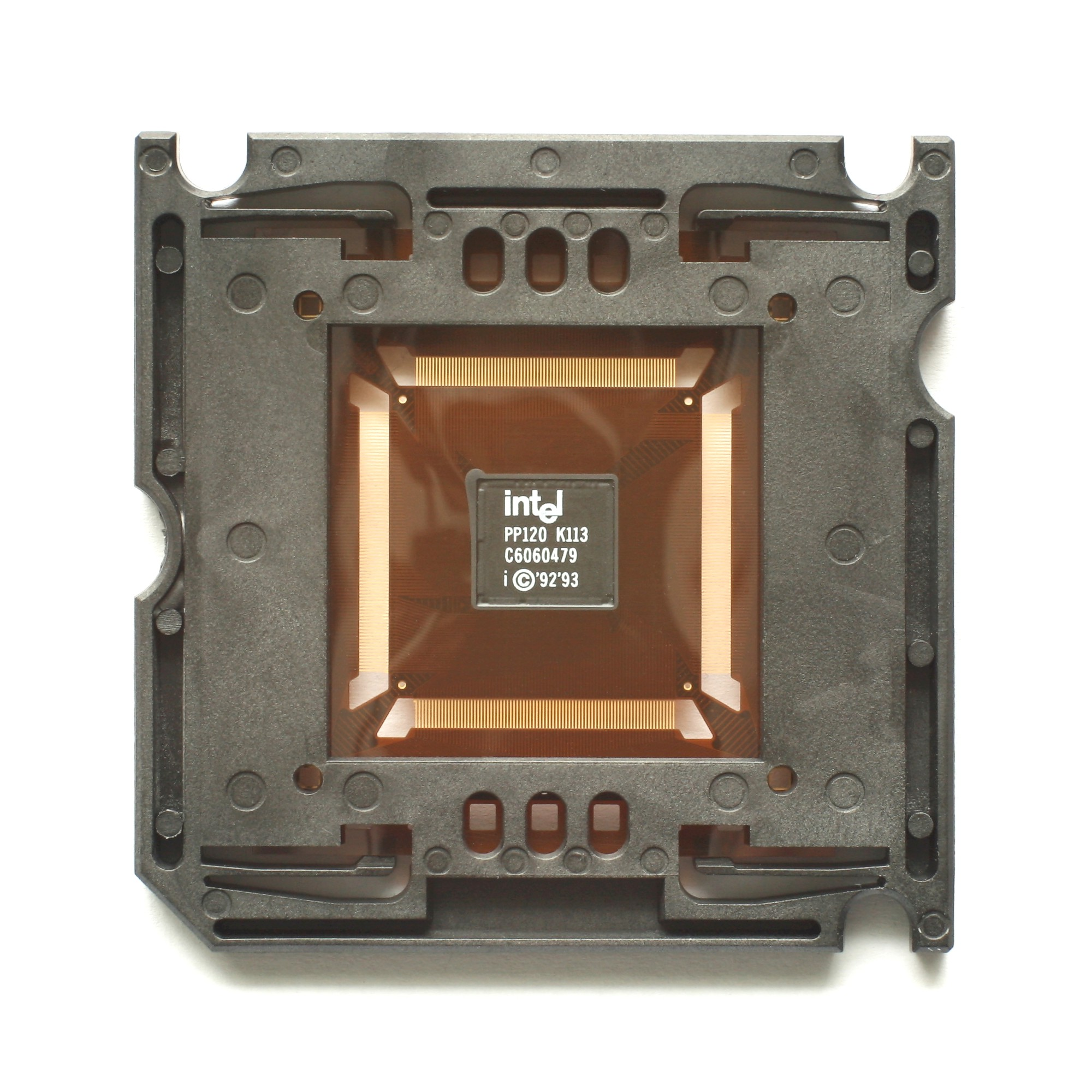
Sicht von oben
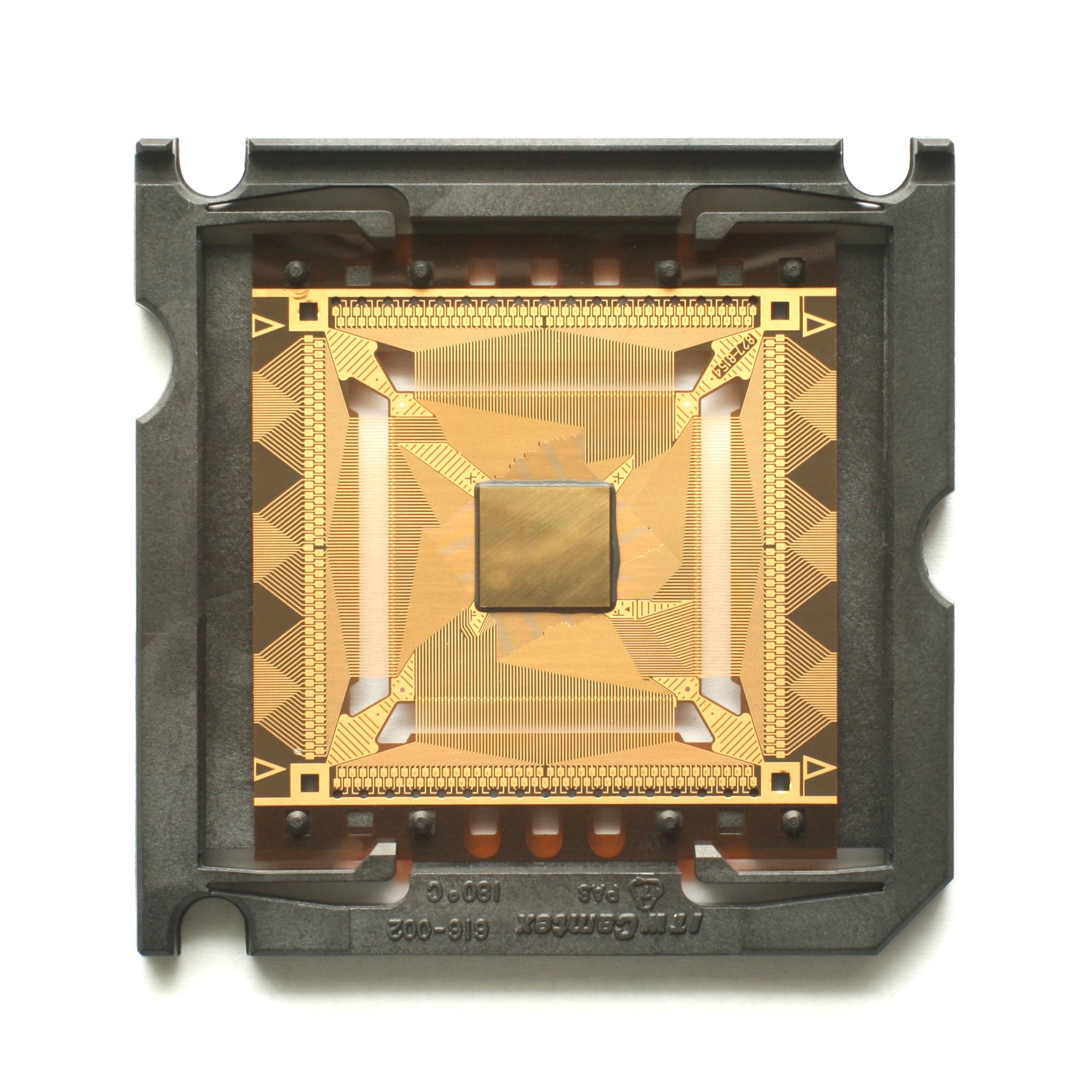
Sicht von unten

## Kenndaten
- Breite des Films: 35 mm, 48 mm oder 70 mm
- Dicke: 75 µm oder 125 µm
- Anschlüsse: maximal 544